# Siddikur Rahman
Mohammad Siddikur Rahman (em bengali:  মোহাম্মদ সিদ্দিকুর রহমান; nascido em 20 de novembro de 1984) é um jogador bangladês de golfe profissional que atualmente joga nos torneios do Circuito Asiático.
Teve uma bela carreira de golfista amador, vencendo doze torneios na Ásia, cinco no seu país natal, dois no Paquistão, no Sri Lanka e um torneio na Índia.
Profissionalizou-se em 2005 e, em 2008 e 2009, conquistou o título no torneio do circuito PGA indiano (PGTI).

## Rio 2016, competição masculina de golfe
No golfe dos Jogos Olímpicos de Verão de 2016, realizados no Rio de Janeiro, Brasil, terminou sua participação na competição de jogo por tacadas individual masculino em quinquagésimo oitavo lugar, representando Bangladesh.

## Vitórias profissionais (7)

### Vitórias no Circuito Asiático de golfe (2)
| N.º | Data                   | Torneio          | Pontuação máxima      | Margem de vitória | Vice-campeão(ões)             |
| --- | ---------------------- | ---------------- | --------------------- | ----------------- | ----------------------------- |
| 1   | 1 de agosto de 2010    | Brunei Open      | −16 (64-67-70-67=268) | Final             | Jbe' Kruger                   |
| 2   | 10 de novembro de 2013 | Hero Indian Open | −14 (66-66-67-75=274) | 1 tacada          | Shiv Chawrasia Anirban Lahiri |